# Magyarországi Európa Társaság
A Magyarországi Európa Társaság civil, a politikai pártoktól független szervezet, amely be kíván kapcsolódni a liberális demokrácia jövőjét érintő nemzetközi vitákba. Célja, hogy az egységesülő Európa eszméjét támogassa és a közös európai értékrendet képviselje Magyarországon és külföldön egyaránt. Tagjai főként társadalomkutatók, újságírók, diplomaták, diákok.

## Szándéknyilatkozat
„A Magyarországi Európa Társaság, mint politikai pártoktól független civil szervezet, kiáll az egységesülő Európa eszméje mellett és szorgalmazza Magyarország európai integrációjának elmélyítését. Meggyőződésünk, hogy az Európai Unió létrejötte, majd a rendszerváltást követően a posztkommunista országok csatlakozása a kontinens történelmének legszebb lapjaira tartozik. A közös Európa kínálta előnyöket az európai és ezen belül a magyar polgárok érdekében ki lehet és ki is kell aknázni!
Nem csupán az Európai Unió szerződéseibe foglalt uniós vívmányokat, különösen a közös alapvető értékeket, az egységes belső piacot, a szabadságon, a biztonságon és a jog érvényesülésén alapuló térséget – ezen belül a schengeni övezet, a menekültpolitika, valamint a bel- és igazságügyi együttműködés rendszerét – tartjuk megőrzendőnek és fejlesztendőnek, hanem a külpolitika, a biztonság- és védelempolitika, valamint az oktatás- és szociálpolitika területén is sürgetjük az európai szintű fellépést, illetve jogalkotást. A világpolitikai és nemzetközi gazdasági változások a közös erőfeszítéseket már jó ideje szükségessé teszik: önmagukban még a legnagyobb tagállamok is kicsik ahhoz, hogy egyenlő partnerei legyenek a globális nagyhatalmaknak. Az Európai Unió egységének megőrzése mellett támogatjuk a megerősített együttműködés új formáit, amennyiben nyitottak maradnak minden később csatlakozni kívánó tagállam előtt, valamint kívánatosnak tartjuk az EU saját költségvetésének növelését. Az Európai Unió és az Amerikai Egyesült Államok szoros kapcsolatát, illetve a NATO védelmi erejét a jövőben is meghatározó jelentőségűnek tekintjük a világpolitika alakításában.
Az Európai Uniót érintő válságjelenségekre – legyen szó az eurózóna belső feszültségeiről, a migrációs és menekülthullámokról, a terrorizmus fenyegetéséről, a tagállamok közötti kohézió ingadozásáról vagy a demokrácia és a jogállamiság normáinak megsértéséről – nem re-nacionalizálással, hanem a többszintű európai politikai rendszer és döntéshozatal további demokratizálásával és az európai nyilvános tér megerősítésével kell reagálni! A politikai és a gazdasági integráció fejlődése érdekében kiállunk az uniós intézmények cselekvőképességének és kompetenciáinak megerősítéséért. Sürgetjük, hogy az Európai Bizottság kapjon kellő jogszabályi felhatalmazást és anyagi eszközöket, hogy az Európai Parlament demokratikus ellenőrzése mellett az eddiginél hatékonyabban számon kérhesse a tagállamokon a közösségi szabályok betartását, különös tekintettel az európai uniós szerződés 2. szakaszában leszögezett közös értékekre, valamint az alapjogi kartára. Támogatjuk az Európai Unió további bővítését és visszavárjuk az Egyesült Királyságot az unió tagjai közé.
A Magyarországi Európa Társaság elutasítja az emberek helyi, regionális, nemzeti és európai identitásainak egymás ellen fordítását, a nacionalista önzést, az euroszkeptikus populizmust, a liberális demokrácia értékeivel való szembefordulást, a jogállam intézményrendszerének lebontását. Egy olyan világban, ahol az államok a saját nemzeti érdekük érvényesítését a nemzetközi szolidaritással és együttműködéssel szembenállónak vélik, a gyengébb államok felzárkózási lehetőségei sérülnek a leginkább, miközben az erősebbek is kárt szenvednek. Az európaiak sokfélesége – különböző nyelvei, kultúrái, hagyományai – a közös gondolkodás és az együttes problémamegoldás gazdag forrása.  Kiállunk az Európai Unió olyan reformja mellett, amely széles lehetőséget kínál az európai polgárok és szervezeteik határokon átnyúló közvetlen együttműködésére, illetve garanciákat nyújt arra, hogy jogsértések esetén uniós intézményekhez lehessen fordulni jogorvoslatért.
A Magyarországi Európa Társaság a fentiek szellemében kíván fellépni Magyarországon, valamint a nemzetközi politikai és szakmai közéletben. Kapcsolatokat épít és együttműködik más olyan magyar és külföldi civil szervezetekkel és kutatóintézetekkel, amelyek osztják alapelveinket. Éves rendszerességgel szervez az Európai Unió és a liberális demokrácia helyzetével, jövőjével foglalkozó konferenciákat, vitafórumokat. Figyeli és értékeli az uniós intézmények tevékenységét, a tagállamok, ezen belül kiemelten a magyar kormányzat és más magyar politikai szereplők magatartását az európai térségben. Az egységesülő Európa ügyét képviselve rendszeresen nyilatkozatokat bocsát ki. Támogatja a MET tagjainak az európai politikai és gazdasági integrációt érintő kutatói, oktatói tevékenységét, valamint médiaszerepléseit, eredményeik bemutatásához pedig fórumot kínál. Internetes honlapján, a közösségi médiában és a tömegkommunikációban folyamatos tájékoztatást nyújt tevékenységéről, költségvetéséről mindig átlátható módon beszámol.
A történelem arra tanít, hogy Európa egysége a kontinens békéjének és prosperitásának záloga. A Magyarországi Európa Társaság büszkén vállalja az európai polgárok, régiók, országok és népek együttműködésének nemzetek közötti és nemzetek feletti hagyományát. Biztosak vagyunk abban, hogy a liberális demokráciákat és a szolidaritáson alapuló nemzetközi rendet fenyegető huszonegyedik századi kihívásokra és válságokra csak az európaiság eszméjének kiteljesítésével tudunk eredményes választ adni.”

## Vezetők
- Elnök: Hegedűs István
- Alelnökök: Tófalvi Zselyke, Uszkiewicz Erik
- Felügyelő Bizottság: Bakos Anita, Nagy Kata, Stahl Zsófia

## Tanácsadó testület
A MET Tanácsadó testületének tagjai:
- Gabriel Andreescu – román politikatudós, Bukarest
- Federigo Argentieri – olasz történész, Róma
- Graham Avery – wales-i politikus, filozófus, az Európai Bizottság tiszteletbeli főigazgatója, Oxford
- Balázs Péter – magyar közgazdász, diplomata, Közép-európai Egyetem (CEU) professzora, 2009-2010-ig Magyarország külügyminisztere, Budapest
- Erhard Busek – osztrák politológus, jogász, Bécs
- Pat Cox – ír politikus, 2002-2004-ig az Európai Parlament elnöke, Dublin
- Hankiss Elemér † – Széchenyi-díjas magyar szociológus, filozófus, értékkutató, irodalomtörténész, Budapest
- Ulrich Irmer – német politikus, a Német Szabaddemokrata Párt volt képviselője, Berlin
- Kende Péter – magyar szociológus, politikai esszéista, 1956-os Intézet alapítója, Budapest
- Marc Maresceau – flamand jogász, a Genti Egyetem professzora, Gent
- Markus Meckel – német politikus, korábbi német parlamenti képviselő, Berlin
- Mark Palmerl – a Magyar Köztársasági Érdemrend középkeresztjével kitüntetett amerikai üzletember, Washington DC
- Carlos del Pozo Molina – spanyol jogász, a Córdobai és a Granadai Egyetem professzora, Madrid
- Lord Russell-Johnston † – skót politikus, a skóciai liberális párt volt elnöke, London
- Kim Lane Scheppele – amerikai alkotmányjogász, a Princeton Egyetem professzora, Princeton
- Aleksander Smolar – lengyel szociológus, újságíró, politikai aktivista Varsó
- Valki László – magyar jogász, az ELTE ÁJK nemzetközi jog korábbi tanszékvezetője, Budapest
- Kurt Volker – amerikai diplomata, az USA korábbi NATO nagykövete, Washington
- Helen Wallace – angol politológus, London

## Partnerek
A MET partnerei:
- New Europeans
- The Good Lobby
- Visegrad Fund Archiválva 2015. december 26-i dátummal a Wayback Machine-ben
- Vaclav Havel Library
- Fundacja Im. Stefana Batorego (Stefan Batory Foundation) Archiválva 2011. szeptember 29-i dátummal a Wayback Machine-ben
- Társaság a Szabadságjogokért (TASZ)
- Pillar Alapítvány Archiválva 2021. június 8-i dátummal a Wayback Machine-ben
- Országgyűlési Könyvtár
- Open Society Foundation
- Open Society Archives Archiválva 2011. február 26-i dátummal a Wayback Machine-ben
- Mérték Médiaelemző Műhely
- La Maison de l’Europe de Paris Archiválva 2011. május 14-i dátummal a Wayback Machine-ben
- Magyar Újságírók Országos Szövetsége
- Magyar Helsinki Bizottság
- LIBSEEN – Délkelet-európai Liberális Hálózat
- Klub Rádió
- CENS –  Közép-európai Egyetem (CEU), Európai Szomszédsági Tanulmányok Központja
- Молодежь против террора Archiválva 2017. augusztus 31-i dátummal a Wayback Machine-ben – Jaunimas prieš terorą – Ifjúság a terror ellen
- Human Rights Institute
- İkti̇sadi̇ Kalkinma Vakfi – Economic Development Foundation
- German Marshall Fund
- Friedrich Naumann Stiftung
- Friedrich Ebert Stiftung
- Europe without Barriers
- Hungarian Council of the European Movement Archiválva 2021. június 25-i dátummal a Wayback Machine-ben – Európa Mozgalom Magyar Tanácsa
- Europeum Institute for European Policy
- European Alternatives
- Eastern Partnership Civil Society Forum
- SEENPM – Délkelet-európai Médiaközpontok Hálózata
- Coalition for the European Continent
- Citizens of Europe
- Center for European Union Research
- Centre for Direct Democracy Studies Archiválva 2013. április 17-i dátummal a Wayback Machine-ben
- Alliance Internationale de Journalistes
- AMO – Association for International Affairs
- Heinrich Böll Stiftung
- Budapest Intézet

## Külső hivatkozások
- Honlap